# Otto Cap
Otto Josef Cap (* 25. Februar 1901 in Wien; † 8. Oktober 1977 in Tulln) war ein österreichischer Radrennfahrer und nationaler Meister im Radsport.

## Sportliche Laufbahn
Cap war im Straßenradsport aktiv. 1924 gewann er bei den Österreichische Straßen-Radmeisterschaften das Einzelrennen. Als Amateur belegte er 1926 in der Harzrundfahrt hinter Max Günther den 2. Platz.
Von 1927 bis 1931 war er Unabhängiger und Berufsfahrer. 1930 fuhr er die Deutschland-Rundfahrt, beendete die das Etappenrennen jedoch nicht. Mit seinem Team MIFA gewann er das Mannschaftszeitfahren auf der 7. Etappe. Im traditionsreichen Eintagesrennen Rund um die Hainleite 1928 kam er auf den 10. Platz.
Bei den Straßenradsport-Weltmeisterschaften wurde er im Profirennen 1928 7. und kam direkt hinter seinen Landsleuten Walter Cap und Max Bulla ins Ziel. 1927 hatte er den 16. Rang belegt. 1926 war er 15. und damit bester Österreicher bei den Amateuren geworden.

## Familiäres
Sein Bruder Walter Cap (1903–1984) war ebenfalls Radrennfahrer.